# Саваоф
Савао́ф (от греч. σαβαωθ, в славянской Библии цер.-слав. саваѡ́ѳъ, рус. дореф. савао́ѳъ), также Цваот (от мн. ч. др.-евр. צבאות‬ — армии, войска́) — один из титулов Бога в иудейской и христианской традициях, упоминаемый в Танахе и Ветхом Завете с Первой книги Царств (1:3), а также в Новом Завете в Послании Иакова (5:4) и в Послании к Римлянам (9:29). Это слово означает «Бог воинств». В Книге пророка Захарии 52 раза употребляется «Господь Саваоф».

## Суть понятия
В отличие от других титулов, титул «Саваоф» выдвигает особенно свойство всемогущества, образ которого заимствован от воинства. Название это не встречается в древнейших книгах Библии, но оно часто употребляется у пророков и в псалмах (в русском переводе — «Господь Саваоф»). Ввиду того, что это название заимствовано от воинства, некоторые видят в Саваофе просто «Бога войны»; но это мнение опровергается уже тем фактом, что обращение Саваоф совсем ещё не употребляется в то время, когда еврейский народ развивал свою высшую воинственную деятельность (при завоевании Ханаана), и, напротив, часто употребляется в ту эпоху, когда воинственность давно уступила место мирному развитию. Правильнее видеть в этом термине идею Бога как Всемогущего Владыки всех сил неба и земли, так как, по библейскому представлению, звёзды и другие космические явления — тоже своего рода «воинства небесные», повелитель которых есть единый Бог, как «Адонай цваот» — «Господь сил» (1Цар. 17:45; Пс. 23:10, Ис. 1:24).
В классическом иудаизме под «силами» понимается множество ангелов которые были созданы до сотворения человека и с которыми Бог ведет диалог при создании Адама. Соответственно «Господь Цваот» означает «Повелитель небесных сил» или множества ангелов, называемых воинством небесным.

Вокруг Него стояли Серафимы; у каждого из них по шести крыл: двумя закрывал каждый лице свое, и двумя закрывал ноги свои, и двумя летал.
И взывали они друг ко другу и говорили: Свят, Свят, Свят Господь Саваоф! вся земля полна славы Его!
— Ис. 6:2—3
Древний христианский гимн «Свят, свят, свят», используемый и в Католической, и в Православной церквях, славословит Святую Троицу как Бога-Отца Саваофа. В русском православии с XVI века имя «Саваоф» используется для подписания образа Бога Отца на иконах.
В каббале термин «Цваот» (Саваоф) раскрывается как одно из 10 Священных Имён Творца, упоминаемых в Торе (Книга Зоар, Ваикра п. 156—177), которое соответствует сефирам не́цах и ход.
В комментариях раввинов на вопрос почему слово «Цваот» является множественным числом слова «воинства небесные/цваот» указывается ответ что «тот кто хочет ошибиться (поверить что есть другие божества/идолы кроме единого Бога) ошибутся». Таким образом раскрывая тему единства Творца.

## В культуре
- «Очарованный странник» (1873) — повесть Н. С. Лескова;
- «Бог Саваоф» (1896) — картина В. М. Васнецова;
- «Саваоф» (1908) — стихотворение И. А. Бунина;
- «Саваоф» (1909) — стихотворение К. Д. Бальмонта;
- «Пришествие» (1917) — стихотворение С. А. Есенина;
- «Нощь и поле» (1917) — стихотворение С. А. Есенина;
- «Толпы, толпы, как неуемные…» (1918) — стихотворение А. Б. Мариенгофа;
- «Русь Бесприютная» (1924) — стихотворение С. А. Есенина;
- «Случай Чарльза Декстера Варда» (1927) — повесть Г. Ф. Лавкрафта;
- «Искусство» (1930) — стихотворение Н. А. Заболоцкого;
- «Небесное воинство» (1937) — кантата Бенджамена Бриттена;
- В повести «Понедельник начинается в субботу» (1965) Братьев Стругацких присутствует персонаж Саваоф Баалович О́дин, в прошлом всемогущий маг, а ныне глава технического отдела института;
- «Мой брат» (1986) — композиция Игоря Талькова;
- В Doom 3 (2004) «Саваофом» называют второго босса игры — демона-киборга, некогда бывшего сержантом Келли и впоследствии поверженного протагонистом, бывшим в его подчинении;
- «Саваоф» (2014) — композиция рок-группы «Пастырь»;
- «Moon over Sabaoth» (2020) — композиция метал-группы Draconian.